# Хартмансдорф (Гера)
Хартмансдорф (нем. Hartmannsdorf) — община в Германии, в земле Тюрингия.
Входит в состав района Грайц. Население составляет 378 человек (на 31 декабря 2010 года). Занимает площадь 3,41 км².